# Triple-double w Polskiej Lidze Koszykówki

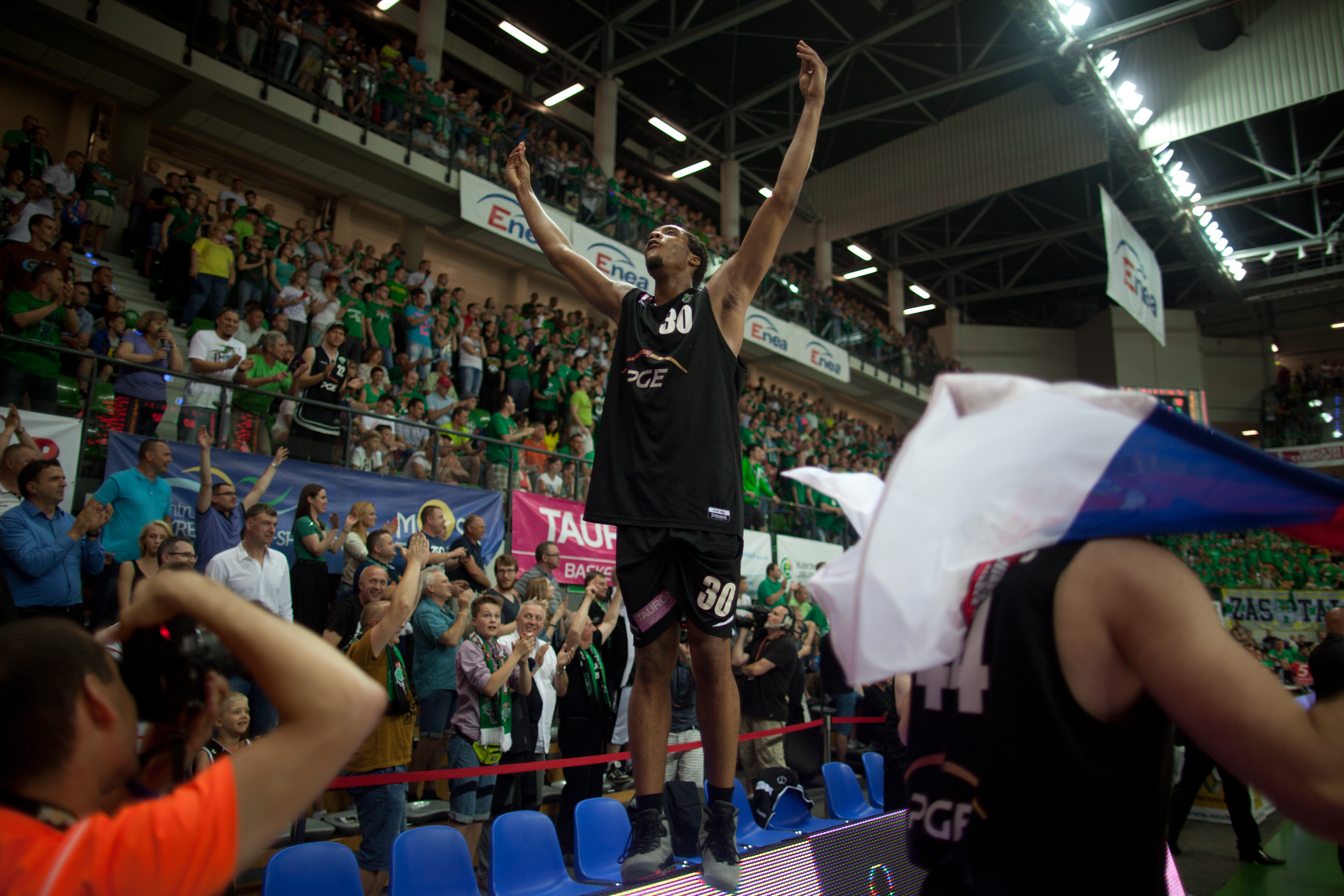
J.P. Prince jest jednym z 11 zawodników, którym udało się zdobyć triple-double w meczu Polskiej Ligi Koszykówki

Triple-double w Polskiej Lidze Koszykówki – zestawienie koszykarzy, którzy zdobyli triple-double w meczach Polskiej Ligi Koszykówki. Od czasu wprowadzenia oficjalnych statystyk w sezonie 1998/1999 osiągnięcie to zdobyło łącznie 14 koszykarzy.

## Tło
Triple-double to osiągnięcie, które w koszykówce polega na zdobyciu przez jednego zawodnika w ciągu jednego meczu wartości co najmniej 10 w trzech kategoriach statystycznych (spośród pięciu możliwych: punktów, asyst, zbiórek, bloków i przechwytów). Zdobywane jest stosunkowo rzadko.
W NBA czterech koszykarzy przekroczyło liczbę 100, a trzynastu liczbę 30 triple-double w karierze. W europejskiej koszykówce to osiągnięcie jest rzadsze – najczęściej jego zdobywcami są koszykarze zagraniczni występujący w słabszych ligach. W silniejszych rozgrywkach na „Starym Kontynencie” występuje jeszcze rzadziej – w mistrzostwach Europy osiągnął je tylko Chorwat Toni Kukoč (w 1995 roku przeciw Finlandii), a w Eurolidze jedynym zdobywcą triple-double jest jego rodak – Nikola Vujčić, który dokonał tego dwukrotnie.
W Polsce triple-double osiągano również w niższych ligach – od sezonu 2003/2004, gdy zaczęto prowadzić oficjalne statystyki, dziesięciokrotnie osiągnięcie to zdobyto w I lidze (rekordzistą na tym poziomie jest Marcin Ecka, który zdobył triple-double trzykrotnie – wszystkie w styczniu 2006 roku), triple-double notowano także w spotkaniach II ligi.
Triple-double jest najwyższym osiągnięciem z tzw. double (czyli zdobyciem przez jednego zawodnika w ciągu jednego meczu wartości co najmniej 10 w określonej liczbie kategorii statystycznych), które zdobyto w Polskiej Lidze Koszykówki. W europejskich najwyższych poziomach rozgrywek ligowych prawdopodobnie jedynym zawodnikiem, który osiągnął quadruple-double był Derrick Lewis (w 1990 roku w meczu ligi Pro A), a quintuple-double w rywalizacji zawodowców nie osiągnął dotychczas żaden koszykarz. Z kolei w męskich centralnych rozgrywkach ligowych w Polsce najwyższym osiągnięciem jest quadruple-double – od czasu wprowadzenia oficjalnych statystyk jedynymi zawodnikami, którzy je osiągnęli są Mariusz Konopatzki z Asseco Gdynia i Tomasz Nowakowski z Pogoni Prudnik. Konopatzki 18 lutego 2017 w meczu II ligi z TKM Włocławek zdobył 10 punktów, 12 zbiórek, 10 asyst i 10 przechwytów, natomiast Nowakowski 10 grudnia 2022 w meczu przeciwko Team-Plast KK Oleśnica zdobył 11 punktów, 13 zbiórek, 10 asyst i 10 bloków.

## Zestawienie chronologiczne
Oficjalne statystyki w Polskiej Lidze Koszykówki zaczęto prowadzić w sezonie 1998/1999. Dotychczas triple-double w PLK osiągnęło 11 koszykarzy – 9 Amerykanów, 3 Polaków i 2 Serbów.
Zdarzało się również, że zawodnikowi w Polskiej Lidze Koszykówki do osiągnięcia triple-double zabrakło 1 wartości statystycznej w 1 kategorii – między innymi Alexowi Austinowi, który w kwietniu 2003 roku w barwach Noteci Inowrocław w meczu przeciwko Unii Tarnów zdobył 38 punktów, miał 10 asyst i 9 zbiórek czy Igor Miličiciowi, który w marcu 2011 roku w barwach AZS Koszalin z Czarnymi Słupsk zdobył 10 punktów, miał 12 zbiórek i 9 asyst.
pogrubienie – oznacza najwyższy rezultat w danej kategorii statystycznej

(*) – oznacza spotkanie zakończone dogrywką 
| Sezon     | Zawodnik         | Kraj              | Klub                        | Przeciwnik           | Pkt. | Zb. | As. | Źródło |
| --------- | ---------------- | ----------------- | --------------------------- | -------------------- | ---- | --- | --- | ------ |
| 1998/1999 | Tyrone Barksdale | Stany Zjednoczone | Zagłębie Sosnowiec          | Zastal Zielona Góra  | 12   | 11  | 11  | [ 19 ] |
| 2000/2001 | Duane Cooper     | Stany Zjednoczone | Pogoń Ruda Śląska           | Śląsk Wrocław        | 11   | 10  | 10  | [ 19 ] |
| 2000/2001 | Marek Łukomski   | Polska            | SKK Szczecin                | AZS Toruń            | 21   | 10  | 10  | [ 19 ] |
| 2001/2002 | Alex Austin      | Stany Zjednoczone | Noteć Inowrocław            | Pogoń Ruda Śląska    | 18   | 11  | 12  | [ 19 ] |
| 2005/2006 | Bojan Malešević  | Serbia            | Unia Tarnów                 | Noteć Inowrocław     | 11   | 15  | 17  | [ 20 ] |
| 2005/2006 | Paweł Wiekiera   | Polska            | Astoria Bydgoszcz           | Noteć Inowrocław     | 10   | 13  | 10  | [ 21 ] |
| 2007/2008 | Bobby Dixon      | Stany Zjednoczone | Polpak Świecie              | Polonia Warszawa     | 23   | 11  | 14  | [ 22 ] |
| 2013/2014 | J.P. Prince      | Stany Zjednoczone | Turów Zgorzelec             | Asseco Gdynia        | 22   | 10  | 10  | [ 23 ] |
| 2017/2018 | Drew Brandon     | Stany Zjednoczone | Czarni Słupsk               | Asseco Gdynia        | 28   | 18  | 11  | [ 16 ] |
| 2017/2018 | Quinton Hooker*  | Stany Zjednoczone | GTK Gliwice                 | Legia Warszawa       | 20   | 13  | 16  | [ 24 ] |
| 2020/2021 | McKenzie Moore   | Stany Zjednoczone | Anwil Włocławek             | Asseco Arka Gdynia   | 22   | 12  | 11  | [ 25 ] |
| 2021/2022 | Nemanja Nenadić  | Serbia            | Enea Zastal BC Zielona Góra | PGE Spójnia Stargard | 18   | 11  | 10  | [ 26 ] |
| 2023/2024 | Tayler Persons   | Stany Zjednoczone | MKS Dąbrowa Górnicza        | Legia Warszawa       | 13   | 12  | 15  | [ 27 ] |
| 2023/2024 | Marcel Ponitka   | Polska            | Legia Warszawa              | Zastal Zielona Góra  | 15   | 11  | 10  | [ 28 ] |